# Марія Тереза Орта
Марія Тереза Орта (порт. Maria Teresa Mascarenhas Horta; 20 травня 1937, Лісабон — 4 лютого 2025) — португальська письменниця и поетеса, діячка феміністського руху.

## Біографія
По материнській лінії належить до вищої португальської аристократії, серед її предків — відома поетеса Леонор ді Алмейда Португал (1750—1839). Закінчила філологічний факультет Лісабонського університету . Входила до групи Поезія-61. Разом з Марією Ізабел Баррену і Марією Велью да Кошта очолила феміністський рух в Португалії (їх називали трьома Маріями). Його маніфестом стала їхня спільна книга Нові португальські листи, перекладена  багать мовами світу (назва — відсилання до знаменитих Португальським листів Маріан Алкофорадо Габріеля-Жозефа Гійерага, XVII століття). Співпрацювала з опозиційним видавництвом Dom Quixote, заснованим Сну Абекассіш .
Публікується в багатьох газета і журналах Португалії.

## Твори
- Espelho Inicial, вірші (1960)
- Tatuagem (1961)
- Cidadelas Submersas, вірші (1961)
- Verão Coincidente (1962)
- Amor Habitado, вірші (1963)
- Candelabro (1964)
- Jardim de Inverno (1966)
- Cronista Não é Recado (1967)
- Minha Senhora de Mim, вірші (1967)
- Ambas as Mãos sobre o Corpo, новели (1970)
- /Novas Cartas Portuguesas Нові португальській письма в співавторстві (1971, перевид. 1979)
- Ana, повість (1974)
- /Poesia Completa I e II Збірка віршів (1983)
- Os Anjos (1983)
- O Transfer (1984)
- Ema, повість (1984)
- Minha Mãe, Meu Amor (1984)
- Cristina, повість (1985)
- Rosa Sangrenta (1987)
- Antologia Política (1994)
- A Paixão Segundo Constança H. (1994)
- O Destino (1997)
- A Mãe na Literatura Portuguesa (1999)
- Inquietude (2006)
- Palavras secretas, вірші (2007)
- As Luzes de Leonor, історичний роман про Леонор ді Алмейда Португал (2011)

## Визнання
Великий офіцер Ордена інфанта дона Енріке (2004). Премія Дона Дініша (2011, відмовилася прийняти з рук прем'єр-міністра Педру Пасуша Коелью, з її слів — «добився руйнування нашої країни».